# Швабия (округ)
Шва́бия (нем. Schwaben, бав. Schwobm) — один из семи административных округов (нем. Regierungsbezirk) земли Баварии в Германии.
Находится в юго-западной части Баварии и граничит с Австрией, Швейцарией, с землёй Баден-Вюртемберг, а также с баварскими правительственными округами Средняя Франкония и Верхняя Бавария.
По данным на 31 декабря 2015 года:
- территория — 999 335,75 га;[1]
- население  — 1 846 020 чел.;[2]
- плотность населения — 184,72 чел./км2;
- землеобеспеченность с учётом внутренних вод — 5413,46 м2/чел.

## Административно-территориальное деление
| Районы и внерайонные города Баварской Швабии | Районы и внерайонные города Баварской Швабии                                      |
| Районы (код и название) | Внерайонные города (код и название)                                               |
| --- | --------------------------------------------------------------------------------- |
| 1. 09771 — Айхах-Фридберг 2. 09772 — Аугсбург 3. 09780 — Верхний Алльгой 4. 09777 — Восточный Алльгой 5. 09774 — Гюнцбург 6. 09773 — Диллинген-ан-дер-Донау 7. 09779 — Донау-Рис 8. 09776 — Линдау 9. 09778 — Нижний Алльгой 10. 09775 — Ной-Ульм | 1. 09761 — Аугсбург 2. 09762 — Кауфбойрен 3. 09763 — Кемптен 4. 09764 — Мемминген |

## Демография
По оценке на 31 декабря 2015 года население правительственного округа Швабия составляет 1 846 020 чел. 

| Дата      | 1840   | 1871   | 1900   | 1925   | 1939   | 1950    | 1961    | 1970    | 1987    | 2011    |
| --------- | ------ | ------ | ------ | ------ | ------ | ------- | ------- | ------- | ------- | ------- |
| Население | 555167 | 604405 | 734933 | 868478 | 934311 | 1293734 | 1340217 | 1467454 | 1546504 | 1779199 |

| Год       | 1960    | 1970    | 1980    | 1990    | 2000    | 2009    | 2010    | 2011    | 2012    | 2013    | 2014    | 2015    |
| --------- | ------- | ------- | ------- | ------- | ------- | ------- | ------- | ------- | ------- | ------- | ------- | ------- |
| Население | 1335659 | 1476759 | 1534234 | 1627533 | 1753447 | 1784753 | 1784919 | 1783119 | 1792759 | 1806025 | 1821271 | 1846020 |